# Ла Палья, Сесар
Сесар Освальдо Ла Палья (исп. César Osvaldo La Paglia; родился 25 февраля 1979 года в Буэнос-Айресе, Аргентина) — аргентинский футболист, выступавший на позиции полузащитника. Обладатель Кубка Либертадорес и четырёхкратный чемпион Аргентины в составе «Бока Хуниорс».

## Карьера
Ла Палья начал карьеру в клубе «Аргентинос Хуниорс», но вскоре перешёл в «Бока Хуниорс». С новой командой Сесар трижды стал чемпионом Аргентины, а также выиграл Кубок Либертадорес и Межконтинентальный кубок по футболу. Ла Палья не был основным футболистом команды, в основном выходя на замену. По этой причине он в 2001 году покинул «Боку» и перешёл в «Тальерес». В новом клубе он сразу стал основным футболистом команды. В 2003 году он вернулся в «Бока Хуниорс» и несмотря на то, что он в четвёртый раз выиграл чемпионат, на поле он появился лишь в одной встрече.
В 2004 году Ла Палья переехал в Европу, где выступал за испанский «Тенерифе» и португальскую «Виторию». В 2007 году вернулся в Южную Америку и подписал соглашение с колумбийским «Индепендьенте Медельин». В январе 2008 года Сесар заключил годичный контракт с китайским клубом «Ухань Оптикс Вэлли», но уже в мае соглашение было расторгнуто по обоюдному согласию и он вернулся в Колумбию. Вторую половину сезона 2008 года Ла Палья провел в Уругвае, где выступал за «Дефенсор Спортинг». Как и в «Индепендьенте» он всего лишь 8 раз вышел на поле. В январе 2009 года Сесар вернулся на родину в «Сан-Мартин Тукуман». 7 февраля в матче против «Уракана» он дебютировал за новую команду. Приняв участие в 7 встречах он принимает решение завершить карьеру футболиста.

## Достижения
Командные
 «Бока Хуниорс»
- Чемпионат Аргентины по футболу — Апертура 1998
- Чемпионат Аргентины по футболу — Клаусура 1999
- Чемпионат Аргентины по футболу — Апертура 2000
- Чемпионат Аргентины по футболу — Апертура 2003
- Обладатель Кубка Либертадорес — 2000
- Обладатель Межконтинентального Кубка — 2000